# Floridante
Floridante, HWV 14, és una òpera en tres actes composta per Georg Friedrich Händel sobre un llibret en italià de Paolo Rolli. Es va estrenar el 9 de desembre de 1721 al Her Majesty's Theatre de la Ciutat de Westminster de Londres.
Burney diu que l'obertura va ser menys agradable per al públic que altres de Händel perquè el tema de la fuga no admetia cap contrasubjecte. És difícil de creure que el públic estigués a favor o en contra d'una obra pels tecnicismes d'una fuga. Bononcini va seguir quatre setmanes més tard amb Crispo, del qual Rolli va tornar a subministrar el llibret. Es va representar setanta-vuit vegades, i va ser succeïda per una altra òpera de Bononcini, Griselda.